# Скилунтия
Скилунти́я (греч. Σκιλλουντία) — село в Греции. Входит в одноимённое сообщество в общине (диме) Андрицена-Крестена в периферийной единице Элида в периферии Западная Греция. Находится в западной части полуострова Пелопоннес, в 7 километрах к юго-востоку от Олимпии, в 23 километрах к юго-востоку от Пиргоса, в 72 километрах к югу от Патр и в 184 километрах к западу от Афин. Население 20 человек по переписи 2011 года.
До 1915 года (ΦΕΚ 162Α) называлось Мази (Μάζι). В 1912 году (ΦΕΚ 262Α) создано сообщество Мази, в 1915 переименовано в Скилунтию. В 1979 году (ΦΕΚ 8Α) административным центром сообщества стало село Неа-Скилунтия. Название получило от древнего города Скиллунта.

## Население
| Год  | Население, человек |
| ---- | ------------------ |
| 1991 | 45                 |
| 2001 | 34                 |
| 2011 | ↘ 20               |